# Чуба, Йозеф
Йозеф Чуба (чеш. Josef Čuba; 29 октября 1893, Райноховице, Австро-Венгрия — 4 сентября 1951, Прага, Чехословакия) — чехословацкий политический активист, основатель антикоммунистической повстанческой организации Гостинские горы. Участник чехословацкого христианско-демократического движения и вооружённой борьбы против коммунистического режима. Был арестован, приговорён к смертной казни и повешен. В современной Чехии считается борцом демократического сопротивления.

## Служба, работа, политика
Родился в чешской семье рабочего деревенской лесопилки (после производственной травмы Франтишек Чуба-старший стал муниципальным служащим). Окончив школу, Йозеф Чуба работал лесорубом, затем поступил на лесопилку. В Первую мировую войну был призван в австро-венгерскую армию, воевал на Русском и Итальянском фронтах. После окончания войны вернулся на родину. Служил в армии независимой Чехословакии, но в 1919 получил травму на учениях и был демобилизован. Более пятнадцати лет работал мастером лесопилки, в 1936 вышел на пенсию.
В 1939 Йозеф Чуба стал хроникёром в местном органе власти, писал историю своего селения Райноховице. Придерживался националистических и христианско-демократических взглядов, состоял в Народной партии, затем в Чешской национально-социальной партии, участвовал в профсоюзном движении. Пользовался авторитетом среди односельчан. Об активности Чубы во время немецкой оккупации открытые источники не сообщают, но после освобождения Чехословакии в 1945 Чуба стал депутатом местного национального комитета. Был женат, имел трёх сыновей.

## Повстанческий командир
Февральский переворот 1948 привёл к установлению безраздельной власти Компартии Чехословакии (КПЧ). Йозеф Чуба был решительным противником сталинистского режима Клемента Готвальда. Резко осуждал идеологию и политику КПЧ, особенно экономическую.
26 июня 1948 Йозеф Чуба с тремя односельчанами — продавцом деревенского магазина Ладиславом Смекалом, портным Ярославом Райнохом, лесником Антонином Кохутом — создал антикоммунистическую подпольную организацию Гостинские горы — по названию родной местности (первоначально она называлась также ČSRK, по первым буквам фамилий). Впоследствии своё решение перейти к политической борьбе он объяснял, в частности, обязанностью историка-летописца.
Йозеф Чуба выступал как политический лидер, оперативный командир и идеолог организации. Он сформулировал доктрину «Гостинских гор» — борьба за восстановление демократии по типу межвоенной Чехословакии, сопротивление партийной диктатуре, принудительной коллективизации, преследованиям религии и церкви. Чуба ставил задачу сформировать сильное вооружённое подполье, которое выступит при начале войны между СССР и странами Запада во главе с США (такие расчёты были вообще характерны для восточноевропейских антикоммунистов конца 1940-х годов). Добыл первое оружие. Писал листовки и воззвания. Как старший и самый опытный занимался набором членов и установлением связей с другими подпольными группами.
Постепенно организация разрослась до 20-30 человек. Среди них появились люди с военным опытом: участники антинацистского партизанского движения (Милослав Поспишил, Ян Стахала), военнослужащие чехословацкой армии, погранвойск и даже Корпуса национальной безопасности (Властимил Янечка, Сигмунд Бакала, Владимир Райнох). Осенью 1948 были совершены первые силовые акции — обстрелы, нападения на функционера КПЧ и местного чиновника. Это серьёзно встревожило власти: против «Гостинских гор» были брошены крупные силы госбезопасности под командованием лейтенанта Гребеничека и капитана Главачки.
Весной 1949 члены «Гостинских гор» стали переходить на нелегальное положение. Была создана сеть бункеров и укрытий. В конце лета Йозеф Чуба, человек уже немолодой и непривычный к подполью, попросил освободить его от руководства организацией. Оперативное командование он передал принял Яну Стахале, к которому присоединились Властимил Янечка и Милослав Поспишил. Однако по настоянию соратников Чуба остался политическим лидером и главным идеологом.
Последний раз Йозеф Чуба участвовал в собрании «Гостинских гор» 12 октября 1949. Там он сообщил, что решил укрыться в одном из бункеров. Однако 15 октября 1949 Чуба был выслежен и схвачен. Под командованием Поспишила, Янечки и железнодорожника Франтишека Моталы «Гостинские горы» продолжали действовать до зимы-весны 1951.

## Казнь и память
Арестованные члены организации «Гостинские горы» были отданы под суд. Процесс проходил в мае 1951 в кинотеатре Злина, который тогда назывался Готвальдов. Были вынесены 23 обвинительных приговора; Йозеф Чуба, Милослав Поспишил, Владимир Райнох и Сигмунд Бакала приговорены к смертной казни через повешение. Прошение Чубы о помиловании президент Готвальд отклонил. Приговоры приводились в исполнение в пражской тюрьме Панкрац. Казнь Йозефа Чубы совершилась первой из четырёх.
В ЧССР Йозеф Чуба и его соратники считались «контрреволюционными бандитами». В 1990, после Бархатной революции, был принят Закон 119/1990 — политический режим 1948—1989 считается преступным, а сопротивление ему — законным и достойным уважения. Это законодательство развито в современной Чехии.
На холме Святой Гостин в Гостинских горах — место католического паломничества в чешских Западных Карпатах — установлен обелиск с именами антикоммунистических повстанцев, в том числе Йозефа Чубы.